# Lijst van voetbalinterlands Noord-Ierland - Rusland
Deze lijst van voetbalinterlands is een overzicht van alle officiële voetbalwedstrijden tussen de nationale teams van Noord-Ierland en Rusland hebben tot op heden twee keer tegen elkaar gespeeld. De eerste ontmoeting was een kwalificatiewedstrijd voor het Wereldkampioenschap voetbal 2014 in Moskou op 7 september 2012. Het laatste duel, de returnwedstrijd in dezelfde kwalificatiereeks, werd gespeeld op 14 augustus 2013 in Belfast.

## Wedstrijden
| № | Plaats  | Datum            | Competitie           | Wedstrijd               | Uitslag |
| - | ------- | ---------------- | -------------------- | ----------------------- | ------- |
| 1 | Moskou  | 7 september 2012 | WK 2014 kwalificatie | Rusland − Noord-Ierland | 2 − 0   |
| 2 | Belfast | 14 augustus 2013 | WK 2014 kwalificatie | Noord-Ierland − Rusland | 1 − 0   |

## Samenvatting
| Competitie      | Totaal gespeeld | Winst Noord-Ierland | Gelijk | Winst Rusland | Doelsaldo Noord-Ierland – Rusland |
| --------------- | --------------- | ------------------- | ------ | ------------- | --------------------------------- |
| WK-kwalificatie | 2               | 1                   | 0      | 1             | 1 − 2                             |
| Totaal          | 2               | 1                   | 0      | 1             | 1 − 2                             |